# Batalha de Northampton
A Batalha de Northampton foi travada em 10 de julho de 1460 perto do rio Nene, em Northamptonshire. Foi uma batalha importante nas Guerras das Rosas. As forças opostas eram compostas por um exército liderado por nobres leais ao rei Henrique VI da Casa de Lancaster, sua rainha Margarida de Anjou e seu filho de seis anos, Eduardo, Príncipe de Gales, de um lado, e pelo exército de Eduardo, Conde de March, e Warwick, o Fazedor de Reis, do outro. A batalha foi a primeira em que artilharia foi usada na Inglaterra.

## Contexto
Após o desastre da Ludford Bridge, a causa de York parecia perdida. Alguns dos líderes da Casa de York, Ricardo Neville (Salisbury) e seu filho (Warwick), assim como o futuro Eduardo IV, chegaram a Calais a 2 de novembro de 1459 onde se encontraram com Guilherme Neville, lord Fauconberg, enquanto que Ricardo de York e seu filho Edmundo, conde de Rutland, se retiravam para a Irlanda.
Na metrópole, os Lencastre aproveitam a fuga dos Iorquistas: o conde de Wiltshire é nomeado Lord Tenente da Irlanda, substituindo Ricardo de York, e Henrique Beaufort, 3.º duque de Somerset, torna-se capitão de Calais. Nenhum dos dois ocupa, apesar de tudo, as suas novas funções, pois o Parlamento da Irlanda recusa e as portas de Calais mantêm-se obstinadamente fechadas ao novo capitão.
Os Lencastre colocam à disposição de Henrique Beaufort uma frota para tomar Calais. Para atravessar o Canal da Mancha, a frota é construída em Sandwich, Kent. Mal a frota está operacional, Warwick organiza uma expedição sobre Sandwich e rouba os navios. Em maio, Warwick atravessa novamente o Canal da Mancha e destrói a nova frota em construção. Deixa em Sandwich o seu tio Guilherme Neville com soldados Iorquistas como testa de ponte para a invasão da Inglaterra.

## A batalha
A 26 de junho Warwick, Salisbury e Eduardo desembarcam em Sandwich com 2 000 homens. O rei e a rainha estão em Coventry com um pequeno exército. A 2 de julho Warwick entra em Londres com um exército constituído por 20 000 a 30 000 pessoas.
As forças reais tomam posições em Northampton, sobre as terras da abadia de Delapré, protegidos por um fosso com água e uma paliçada. O exército é composto de 10 000 a 15 000 homens, dispondo também de artilharia de campanha.
Quando se aproxima, Warwick envia um representante ao rei para falar em seu nome. O líder das tropas dos Lencastre, o duque de Buckingham, responde que o conde de Warwick não se apresentará frente ao rei e caso o faça morrerá. Durante o tempo em que Warwick se aproximava de Northampton, ser-lhe-ia impedido o acesso ao rei por duas vezes. Uma vez em posição, envia a seguinte mensagem: Às duas horas, falarei com o rei ou morrerei.
Às duas horas, os Iorquistas marcham. Os homens avançam em colunas sob uma forte chuva. Perto dos adversários, Warwick enfrenta uma violenta chuva de setas; mas por outro lado, a chuva tornou inoperacionais os canhões dos Lencastre.
E é quando Warwick atinge o flanco direito dos Lencastre, liderado por Lord Grey de Ruthin, que surge a traição. Grey ordena aos seus homens que baixem as armas e permite que os Iorquistas tenham acesso ao acampamento real. O golpe é fatal para os Lencastre: em 30 minutos a batalha termina. Os defensores, não conseguindo manobrar no interior das fortificações, abandonam o campo de batalha.
O duque de Backingham, o conde de Shrewsbury e os lordes Engremont e Beaumont morrem tentando salvar Henrique VI dos Iorquistas que cercam a sua tenda.
Morreram 300 homens fiéis aos Lencastre no campo de batalha, sendo o rei capturado.